# Hội chợ Điện tử Tiêu dùng
Hội chợ Điện tử Tiêu dùng (tiếng Anh: Consumer Electronics Show, viết tắt: CES), trước kia được gọi chính thức là Hội chợ Điện tử Tiêu dùng Quốc tế (tiếng Anh: 'International CES') là một hội chợ thương mại thường niên được tổ chức bởi Tổ chức Công nghệ Tiêu dùng. Tổ chức vào tháng 1 tại Las Vegas Convention Center ở Las Vegas, Nevada, Hoa Kỳ, sự kiện này thường là dịp để giới thiệu các sản phẩm và công nghệ mới trong ngành công nghiệp điện tử tiêu dùng.

## Lịch sử
CES đầu tiên được tổ chức lần đầu tiên vào tháng 6 năm 1967 tại thành phố New York. Nó là một kiểu spinoff từ Chicago Music Show, cho đến khi phục vụ như là sự kiện chính cho triển lãm điện tử tiêu dùng. Sự kiện này đã có 17.500 người tham dự và hơn 100 nhà triển lãm. Người mở đầu chương trình là Chủ tịch Motorola Bob Galvin. Từ năm 1978 đến năm 1994, CES được tổ chức hai lần mỗi năm: một lần vào tháng 1 ở Las Vegas được biết đến với Triển lãm điện tử tiêu dùng WCES (WCES) và một lần vào tháng 6 tại Chicago, được gọi là Summer Consumer Electronics Show (SCES).
Chương trình mùa đông đã được tổ chức thành công tại Las Vegas vào năm 1995 theo kế hoạch. Tuy nhiên, kể từ khi các chương trình Chicago mùa hè bắt đầu mất đi tính phổ biến, các nhà tổ chức đã quyết định thử nghiệm bằng cách đưa chương trình đi vòng quanh các thành phố khác nhau bắt đầu từ năm 1995 với một chương trình biểu diễn ở Philadelphia tại Trung tâm Hội nghị Pennsylvania. Tuy nhiên, chương trình thể thao E3 đã được dự kiến sẽ được tổ chức ở Bờ Tây vào tháng 5 là một nguồn cạnh tranh ngày càng lớn và người ta đã phải hủy chương trình CES tại Philadelphia.
Chương trình Mùa Đông năm 1996 lại được tổ chức tại Las Vegas vào tháng 1, theo sau là một chương trình Mùa hè thời gian này ở Orlando, tuy nhiên chỉ một phần nhỏ các nhà phát triển tham gia triển lãm. Một lần nữa, chương trình Mùa đông năm 1997 ở Las Vegas đã rất thành công. Chương trình Mùa Hè tiếp theo được dự kiến sẽ được tổ chức kết hợp với Spring COMDEX ở Atlanta, tuy nhiên khi chỉ có hai tá nhà triển lãm ký vào, phần CES của chương trình lại lần nữa bị hủy bỏ.
Năm 1998, chương trình đã thay đổi định dạng một năm một lần với Las Vegas làm địa điểm. Tại Las Vegas, chương trình là một trong những chương trình lớn nhất (các chương trình còn lại là CONEXPO-CON/AGG), mất đến 18 ngày cho các khâu chuẩn bị, trình diễn và hậu kỳ.

## Nổi bật

### Thập niên 60

#### 1967
CES đầu tiên được tổ chức tại thành phố New York từ ngày 24 đến ngày 28 tháng 6 năm 1967. 200 nhà triển lãm thu hút 17.500 người tham dự đến khách sạn Hilton và Americana trong bốn ngày đó. Sự kiện chính: pocket TV mới nhất và TV thể thao mạch tích hợp.

### Thập niên 70

#### 1970
Philips đã giới thiệu đầu ghi VCR gia đình đầu tiên, thiết bị ghi hình video cassette N1500. Cho đến thời điểm đó, VCR có chi phí lên tới 50.000 đô la và chủ yếu được sử dụng bởi các đài truyền hình, nhưng mô hình Philips với bộ dò tích hợp chỉ có 900 đô la.

#### 1977
Atari VCS được trình làng công khai lần đầu tiên tại CES 1977.

### Thập niên 80

#### 1981
Philips và Sony đã giới thiệu đầu đĩa CD được phát triển cùng nhau.

#### 1982
CES Mùa Hè ngày 6 tháng 6 tại Chicago chứng màn debut của Commodore 64 và General Consumer Electronics (GCE) Vectrex.

### Thập niên 90

#### 1993
Như một thí nghiệm, CES mùa hè 1993 đã mở ra cho công chúng.

### 2002
Microsoft đã minh họa một phiên bản xem trước của Windows XP Media Center Edition tại CES 2002.

### 2004
Tập đoàn Blu-ray đã tổ chức cuộc họp báo CES vào tháng 1 năm 2004 để quảng bá định dạng đĩa Blu-ray.

### 2005
CES 2005 bắt đầu từ ngày 6 đến ngày 9 tháng 1 năm 2005 tại Trung tâm Hội nghị Las Vegas. Sự kiện bắt đầu với một bước ngoặt khi bài phát biểu chính của chủ tịch Microsoft Bill Gates gặp sự cố. Bài minh họa của ông về Windows Media Center gặp vấn đề và kết quả là màn hình xanh, khiến người xem bật cười. Samsung giới thiệu một màn hình plasma 102 inch (2,6 m).

### 2006
Triển lãm 2006 diễn ra vào ngày 5 – 8 tháng 1 năm 2006, tại Trung tâm hội nghị Las Vegas, Trung tâm hội nghị Sands, khách sạn Alexis Park và khách sạn Las Vegas Hilton. HDTV là một chủ đề Trung tâm trong Bill Gates Keynote cũng như nhiều bài phát biểu của nhà sản xuất khác. Sự cạnh tranh tiêu chuẩn giữa HD DVD và đĩa Blu-ray là dễ thấy, với một số các bản phát hành phim HD đầu tiên và các cầu thủ HD đầu tiên được công bố. Philips cho thấy một nguyên mẫu rollable display có màn hình có thể giữ lại một hình ảnh trong vài tháng mà không có điện. Hillcrest Labs đã giành giải thưởng "Best Of Innovations" trong thể loại phụ kiện video cho phần mềm và phần cứng cho phép truyền hình được kiểm soát bằng cử chỉ tự nhiên. Khán giả là hơn 150.000 người trong 155.148 mét vuông, khiến nó trở thành sự kiện điện tử lớn nhất tại Hoa Kỳ.

### 2008
Triển lãm năm 2008 diễn ra từ ngày 7 đến ngày 10 tháng 1 năm 2008 tại Las Vegas với 141.150 người tham dự. Bill Gates đã có bài phát biểu quan trọng, trong đó ông chính thức tuyên bố nghỉ hưu từ nhiệm vụ hàng ngày của mình tại Microsoft. Cùng với thông báo, ông đã trình bày một tiểu phẩm hài kịch dài về những gì ngày cuối cùng của ông với Microsoft sẽ như thế nào, hoàn chỉnh với cameos từ những người nổi tiếng bao gồm Jay-Z, Steven Spielberg, Barack Obama, Hillary Clinton và nhiều người khác.
Panasonic đã thu hút nhiều sự chú ý bằng cách phát hành TV Plasma 150", cũng như TV 50" mỏng đến 0,46 in. (11,6 mm).

### 2015
CES 2015 đã được tổ chức từ ngày 6-9 tháng 1 năm 2015, tại Las Vegas Convention Center, Las Vegas, Nevada, Hoa Kỳ. CES 2015 được báo cáo là lớn nhất trong lịch sử, với 3.600 công ty triển lãm và 170.000 người tham dự.

### 2017
CES 2017 sẽ được tổ chức từ ngày 5–8 tháng 1 năm 2017 tại Las Vegas. Ngay cả với an ninh chặt chẽ tại triển lãm, hai nguyên mẫu máy tính xách tay chơi Game ba màn hình của Razer thì đã bị đánh cắp trong quá trình diễn ra triển lãm. Min-Liang tan, đồng sáng lập và giám đốc điều hành của Razer, nói rằng công ty đang đối xử với trường hợp là "gián điệp công nghiệp". Một phát ngôn viên Razer cho biết họ đã cung cấp $25.000 cho bất kỳ "thông tin ban đầu dẫn đến việc xác định, bắt giữ và kết án" của bất cứ ai đã được tham gia vào việc trộm cắp.

### 2018
CES năm 2018 sẽ được tổ chức từ ngày 9 đến 12 tháng 12 năm 2018 tại Las Vegas, Nevada, Hoa Kỳ. Nhiều công ty như Amazon, Nvidia, Google, AMD  đã hứa hẹn sẽ có mặt tại sự kiện.
Nvidia giới thiệu cấu trúc Turing và  đã cho ra mắt VGA turing tầm trung RTX 2060, được hãng giới thiệu là có hiệu năng ngang ngửa GTX 1070ti, và có hỗ trợ công nghệ Ray Traycing và DLSS
Intel đã giới thiệu CPU thế hệ thứ 9 cho laptop (H series) icelake sản xuất trên tiến trình 10 nm, có hỗ trợ các công nghệ thunderbolt 3, AI, wifi 6 
AMD đã tạo một tiếng vang lớn khi ra mắt các CPU và VGA được sản xuất trên tiến trình 7 nm, điển hình là CPU Epyc cho hiệu năng vượt trội hơn hẳn hai CPU intel Xeon 8180 và Ryzen 3rd gen (có thể là R7 3xxx)  cho hiệu năng ngang ngửa CPU i9 9900k với mức điện tiêu thụ thấp hơn khoảng 40w
VGA thế hệ tiếp theo mang tên Radeon VII với mức Vram lên đến 16gb HMB2 và băng thông lên đến 1 terabyte. Hiệu năng khi chơi game có phần nhỉnh hơn RTX 2080. Và giá bán công bố là 699 USD

### 2019
CES 2019 được tổ chức vào ngày 8 – 11 tháng 1 năm 2019 tại Las Vegas, Nevada với tổng số 182K + và 4,4K + công ty trưng bày. John Deere đã có mặt tại sự kiện trong khi Mercedes Benz ra mắt lớp CLA thế hệ thứ hai tại The Show. HIKVision và iflytek, hai công ty sau đó bị chính phủ Hoa Kỳ xử phạt vì bị cáo buộc cho phép vi phạm nhân quyền tại Tân Cương với công nghệ của họ, cũng có mặt.
- News Conference (Media only) — 6 – 9 tháng 1
- Keynotes & chương trình hội nghị tại Tech East, Tech West and Tech South — 7 – 11 tháng 1
- Triển lãm tại Tech East và Tech West — 8 tháng 1 – 11
- Chương trình hội nghị không gian C & triển lãm tại ARLA — 7 – 10 tháng 1

Honda giới thiệu Autonomous Work Vehicle và P.A.T.H. (dự đoán hành động của con người) Bot tại triển lãm. Cỗ máy tìm kiếm khổng lồ Yandex của Nga thông báo rằng họ đã cung cấp các trò chơi không người lái miễn phí như một bản demo của Yandex taxi service tự động của họ. có 30 CES danh mục giải thưởng sáng tạo. CES tốt nhất của đổi mới Honorees bao gồm KitchenAid Cook bộ xử lý kết nối, LG V40 ThinQ, Zumi Robocar, Ring spotlight cam, Samsung 2019 Family Hub, và 2018 Nissan Leaf lần thứ hai trong một hàng. Google đã thiết lập đi xe theo chủ đề Google Assistant tại gian hàng của họ.
CES đã thu hồi một giải thưởng sáng tạo được trình bày cho Lora DiCarlo, nói rằng các sản phẩm "vô đạo đức, tục tĩu, không đứng đắn, tục tĩu hay không tuân theo hình ảnh của CTA sẽ bị loại", giải này sau đó được khôi phục lại.

### 2020
CES thứ 53 được tổ chức tại Las Vegas từ ngày 7 tháng 1 đến ngày 10 tháng 1 năm 2020. Apple Inc. đã tham dự CES đầu tiên kể từ 1992.
Ô tô đã trở thành một phần quan trọng của CES với tập trung vào đổi mới trong xe điện, infotainment, viễn thông, khả năng tự trị và chia sẻ đi xe. Ngay cả các OEM lớn hiện đang sử dụng CES để giới thiệu các công nghệ ô tô mới cho công chúng lần đầu tiên. Các nhà cung cấp cho ngành công nghiệp ô tô liên quan đến điện tử ngày càng hiện diện tại CES. Tại CES 2020 nó đã được đặc biệt chú ý rằng một số lượng lớn các nhà cung cấp trong tự trị (lái xe) công nghệ đã có mặt. Mercedes giới thiệu tầm nhìn của họ AVTR khái niệm xe của tương lai lấy cảm hứng từ các avatar phim. Sony có thể là bất ngờ lớn nhất tại CES 2020 với khái niệm xe điện của họ kết hợp các công nghệ của Sony cho các cảm biến và infotainment. Một loạt các xe điện Hiển thị tại CES 2020 dự kiến sẽ được sản xuất trong 1-2 năm tới từ các OEM thành lập cũng như các Startup như RIVIAN, Byton, Faraday Future và những người khác.
Hyundai và Uber đã công bố một sáng kiến chung tại CES 2020 để phát triển một chiếc taxi bay chạy bằng điện 100% mà sẽ tính năng dọc cất cánh/hạ cánh và một công suất bốn hành khách tại 180 mph. Sự hợp tác đánh dấu việc đầu tiên cho sáng kiến uber elevate cho vụ (hay còn gọi là công ty vụ) trên không.

### 2021
CES 2021 dự kiến bắt đầu từ ngày 6-9 tháng 1 năm 2021.

## CES Asia
CES đã có mặt tại châu Á, CES Châu Á diễn ra hàng năm trong tháng 6 tại Thượng Hải, Trung Quốc:
- 2019: CES Châu Á 2019 diễn ra từ 11 đến 13 tháng 6 năm 2019.
- 2020: CES Châu Á 2020 diễn ra từ 10 đến 12 tháng 6 năm 2020.